# Basílica de San Miniato al Monte
La basílica de San Miniato al Monte se encuentra en uno de los lugares más altos de la ciudad de Florencia, en Italia, y es uno de los mejores ejemplos de arquitectura románica en toda la Toscana. Tiene el título de Basílica Menor.

## Historia
San Miniato fue el primer mártir de la ciudad. Probablemente era un mercader griego, o un príncipe armenio en peregrinación a Roma. Se cuenta que, llegado a Florencia en torno al año 250, comenzó una vida de ermitaño, y que fue decapitado durante la persecución anticristiana del emperador Decio. Dice la leyenda que, poco después de su ejecución, se marchó llevando en la mano la cabeza cortada y volvió a su cueva de ermitaño, en el lugar donde actualmente se erige la basílica, en el Mons Fiorentinus.
En este lugar, en seguida se construyó un santuario y más tarde, en el siglo VIII, se levantó una capilla. La construcción de la iglesia actual se inició en 1013 bajo los auspicios del obispo Alibrando y siguió bajo las órdenes del emperador Enrique II. Comenzó siendo un monasterio benedictino, después se adhirió a la orden cluniacense y, en 1373, a la Congregación Benedictina Olivetana, que es la que lo habita actualmente. Los monjes producen famosos licores, miel e infusiones que venden en una tienda cercana a la iglesia.

## Descripción

### Fachada
La fachada de San Miniato es una de las obras maestras del románico florentino, inspirada en un clasicismo geométrico tomado de los mármoles de los edificios romanos.
Se inició en el siglo XI (probablemente en 1090) y está dividida en dos bandas principales. La inferior se caracteriza por cinco arcos sostenidos por columnas de serpentina verde con base y capiteles corintios en mármol blanco (recuerda a las basílicas paleocristianas de cinco naves, aunque esta tiene solo tres). La parte superior pone en evidencia la verdadera geometría de la iglesia. Los dos frontones simétricos de las naves laterales están decorados con una bicromía de mármol blanco y serpentina verde de Prato, que reconstruyen el opus reticulatum romano. La parte central del segundo nivel presenta un pronaos tetrástilo sujeto por cuatro pilastras que lo dividen en tres partes.
En el centro del pronaos hay una ventana enmarcada por dos columnas con cabezas de león. En el recuadro superior se encuentra el mosaico Cristo entre la Virgen y San Miniato, de 1260. El frontón retoma el estilo del primer orden con arcos en blanco y verde. Las partes superiores son de, al menos, el siglo XII y fueron financiadas por el Arte di Calimala (gremio de los mercaderes de la lana), que fue responsable del mantenimiento de la iglesia desde 1288. El águila de cobre que corona la fachada era su símbolo.

### Campanario
En 1523 se encargó la reconstrucción del campanario, derrumbado en 1499, a Baccio d'Agnolo. Los trabajos siguieron hasta 1527, cuando se preparó la defensa de la ciudad y se proclamó la República expulsando por segunda vez a los Medici. Durante el asedio de Florencia de 1530, el campanario fue usado por la artillería de la ciudad. Retomadas las obras tras el interludio bélico, fue terminado en 1535.
En 1908 se reanudaron las labores de restauración que terminaron en 1929, año en que se rehicieron las cuatro campanas.

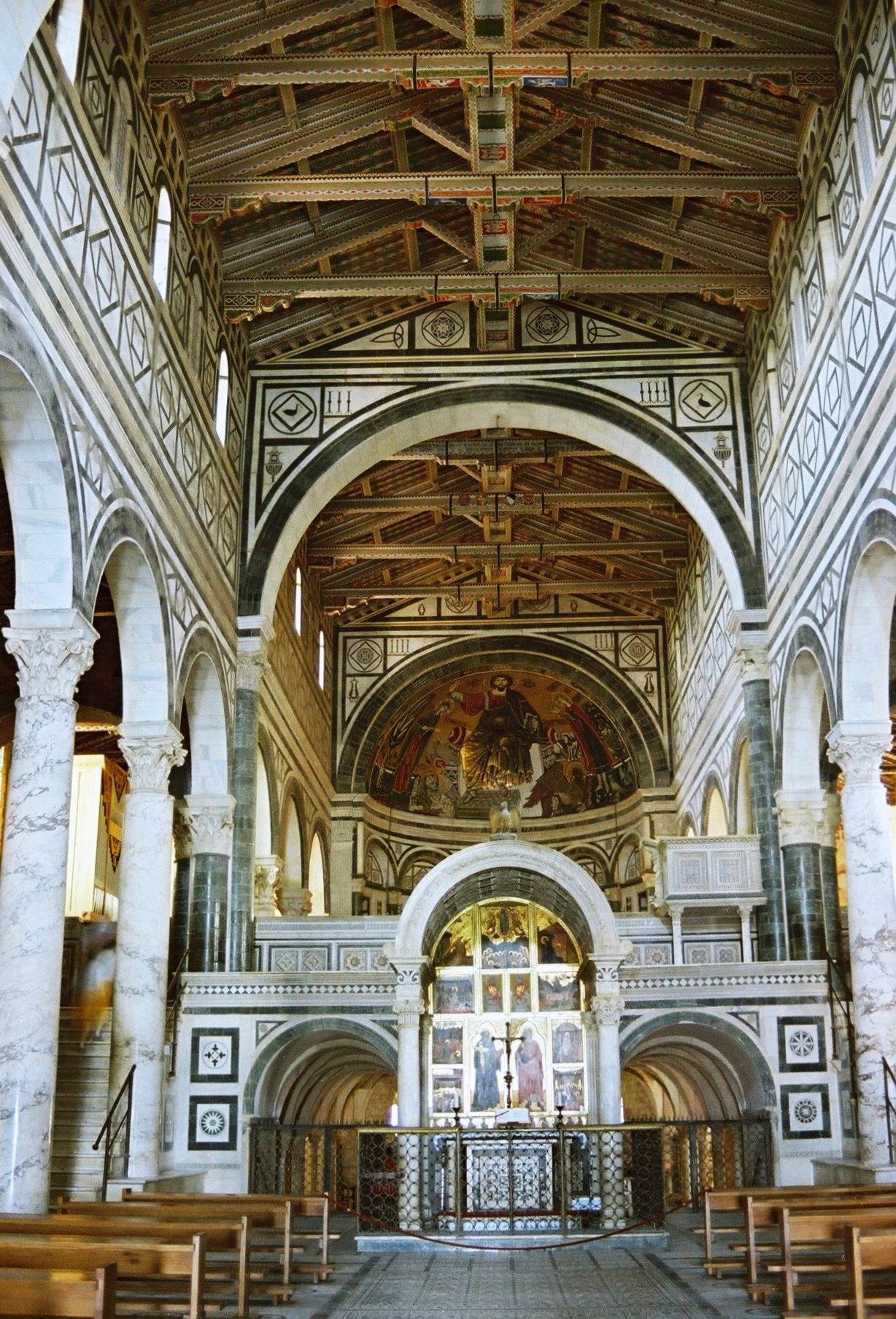
Interior de la Basílica de San MIniato al Monte

### Interior
El interior de la iglesia es inusual, con el presbiterio y el coro sobre una plataforma, a su vez sobre la cripta. Ha cambiado poco desde la primera construcción del edificio. Se accede a la parte superior por dos escaleras laterales conectadas con las dos naves laterales, mientras desde la nave central, tras el altar inferior, hay otra escalera para acceder a la cripta.
El pavimento es de 1207, y es, junto con el del baptisterio de San Giovanni, de los mejores de la ciudad, sobre todo el panel dedicado al zodiaco.
El altar es en realidad la Capilla del Crucifijo de Michelozzo (1448) que guardaba inicialmente el Crucifijo milagroso (hoy en Santa Trinita). El altar mayor es obra de Agnolo Gaddi.

#### Cripta
La cripta es la parte más antigua de la iglesia (s. XI) y en teoría contiene los huesos de San MIniato, aunque hay pruebas de que fueron llevados a Metz antes de que se construyera la iglesia. Se accede a ella a través de cinco arcos que conducen a tres escaleras que se corresponden con las naves. La altura varía de 4 a 4,5 metros.  El techo está cubierto con bóvedas de arista apoyadas sobre columnas que dividen, a su vez, el espacio es tres naves centrales y cuatro laterales. Las cuatro naves de la izquierda están decoradas con frescos de Taddeo Gaddi. El altar es posterior al del presbiterio.

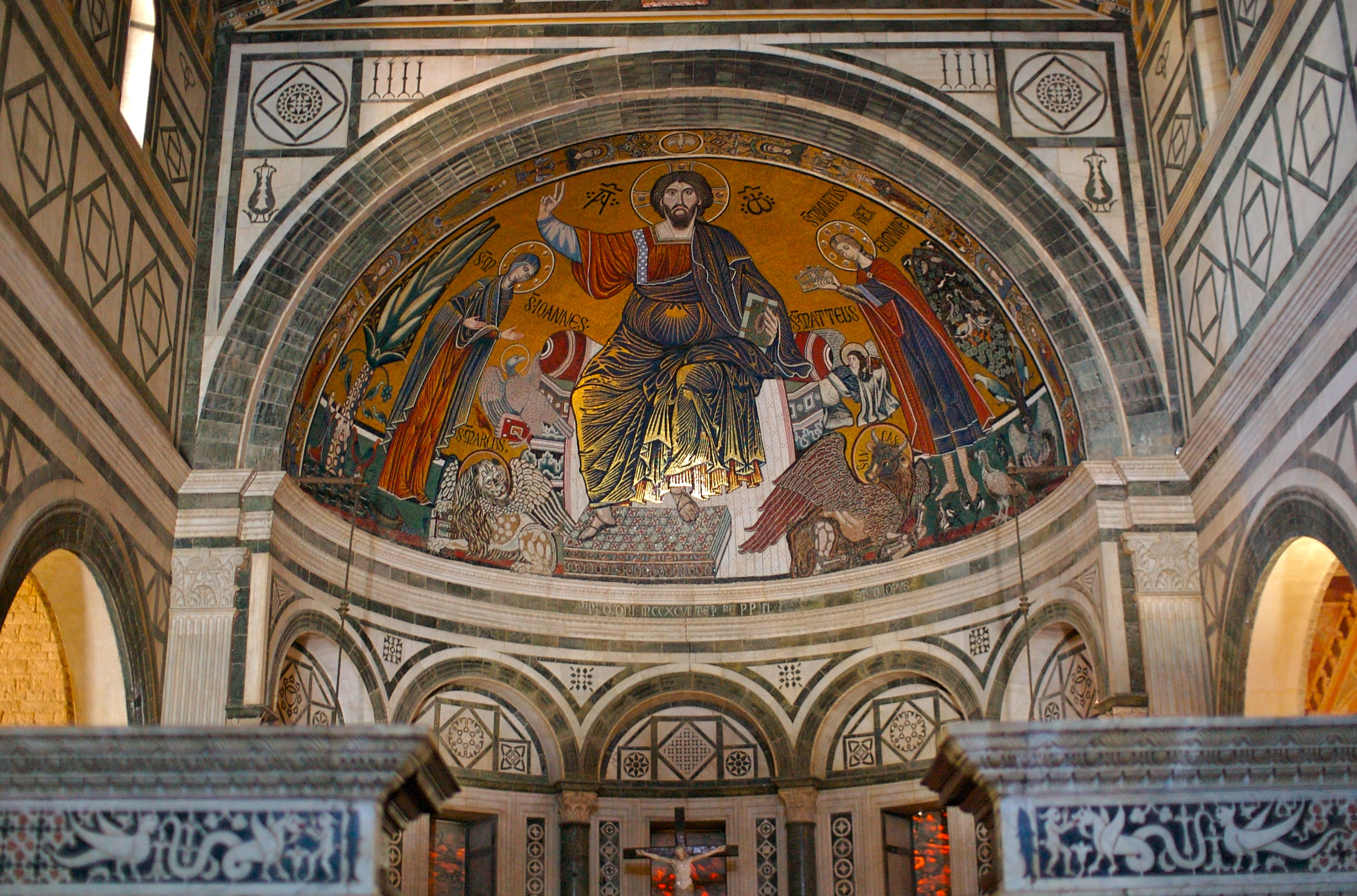
Ábside de la basílica

#### Coro y presbiterio
El coro y el presbiterio contienen un púlpito románico de 1207. El ábside está decorado con un mosaico del Redentor entre la Virgen y San Miniato, de 1297. El crucifijo que domina el altar mayor ha sido atribuido a Luca della Robbia. A la izquierda del coro, a lo largo de la pared de la nave lateral, está el órgano.

#### Sacristía
La sacristía, a la que se accede desde la nave izquierda, está decorada por un gran ciclo de frescos sobre la Vida de San Benedicto, de Spinello Aretino (1387). Antes de la actual ventana con vidrios de colores, construida por Raffaello Payer entre 1860 y 1961, había una gótica destruida en 1630. La pequeña estancia con el lavabo fue añadida en 1470-72. Los armarios de madera, restaurados a principios del s. XIX, son obra de Moniciatto.

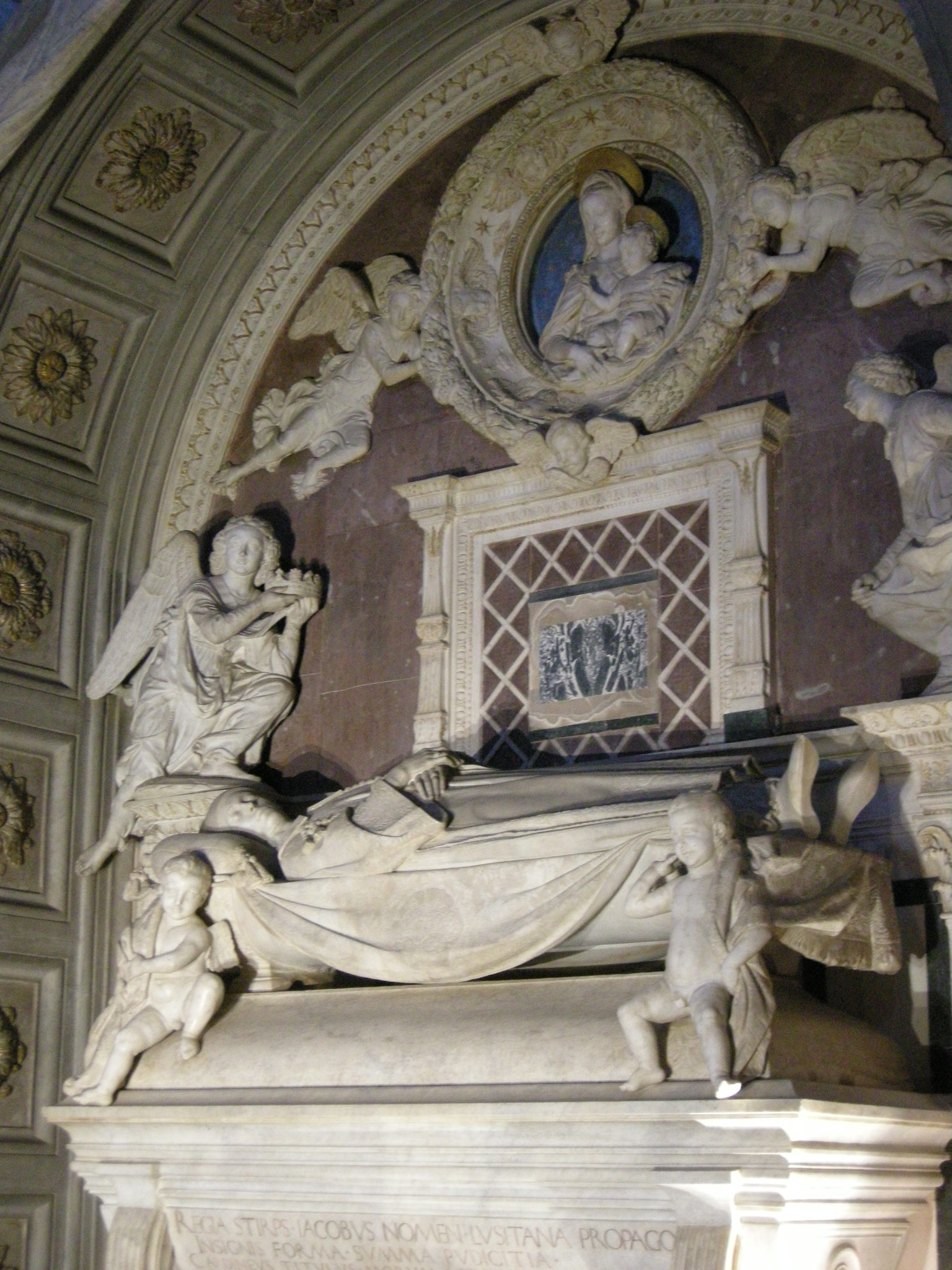
Capilla del cardenal de Portugal

#### Capilla del cardenal de Portugal
La capilla del cardenal de Portugal se encuentra en la nave izquierda, y fue construida entre 1459 y 1467 en memoria del cardenal Giacomo de Lusitania, que murió en Florencia en 1459. Es la única capilla funeraria de la iglesia. Fue diseñada por Antonio Rossellino, autor también de la decoración escultórica de la tumba junto con su hermano Bernardo. El altar y algunos frescos son de Antonio y Piero del Pollaiuolo, la tabla de la Anunciación y la serie de Profetas, evangelistas y padres de la Iglesia son de Alessio Baldovinetti. El techo es obra de Lucca della Robbia.

## La abadía
Adyacente a la iglesia está el monasterio, documentado desde los orígenes de la iglesia pero reconstruido en 1426 por encargo del Arte di Calimala. Se decoró con frescos de Paolo Uccello, cuyo trabajo se documenta en 1455.
Las escenas eran invisibles ya en el siglo XVIII, pero los frescos fueron redescubiertos y publicados por Matteo Marangoni en 1930, y restaurados por G. Rosi entre 1969 y 1971.
En la decoración del claustro participó también Bernardo Buontalenti, que en 1547 reemplazó una escena de Paolo Uccello con su Cristo en la via de Emaús, todavía hoy conservado

## Astronomía en la basílica
En la basílica de San Miniato hay un meridiano que es de los más antiguos de Europa. En el suelo hay un zodiaco de mármol de 1207, sobre el que, durante unos instantes en el solsticio de verano, se ilumina por el sol la parte donde está representado Cáncer.

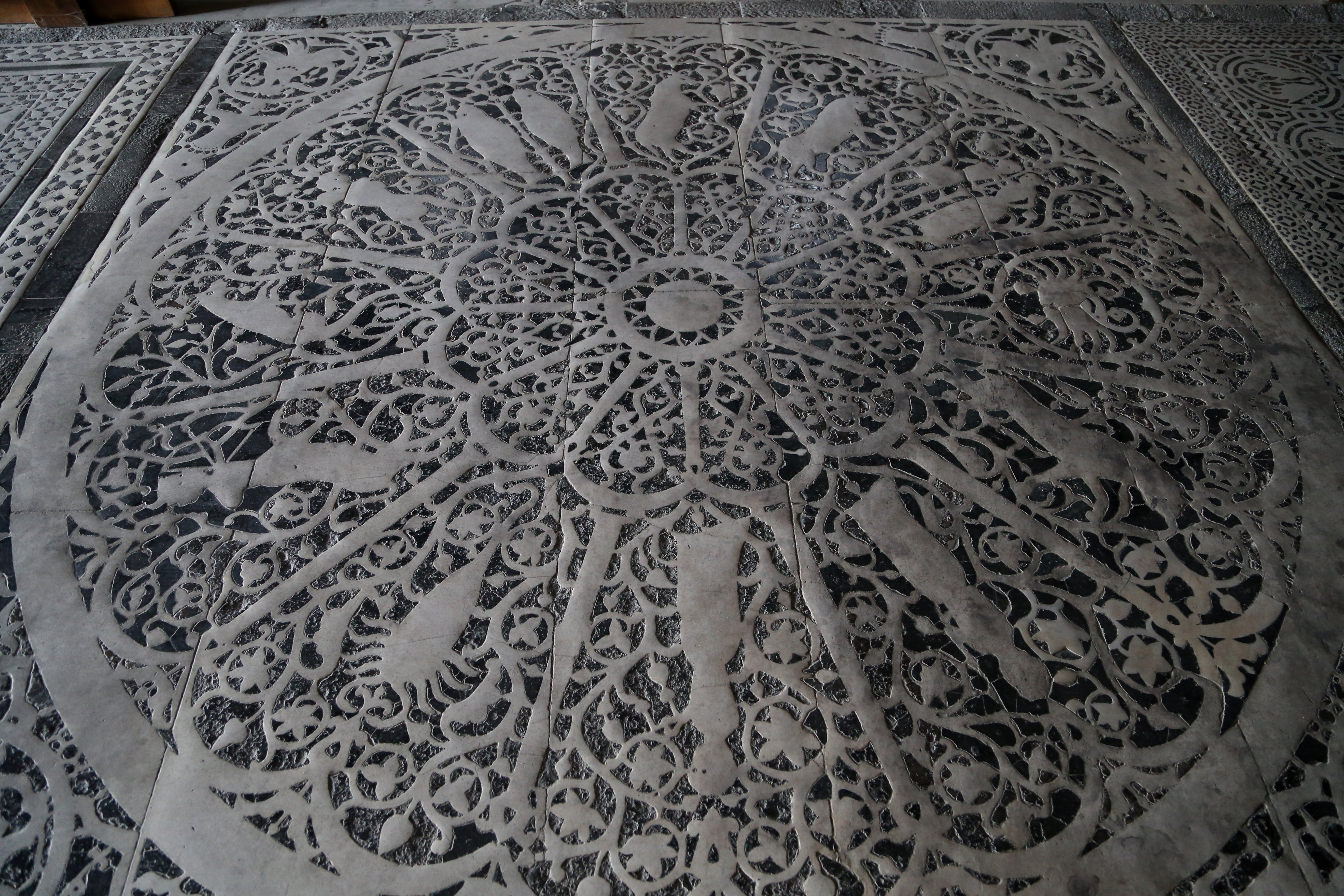
Zodiaco en el suelo de la basílica

Este fenómeno astronómico en el interior del edificio se descubrió en 2011.